# 396. п. н. е.

## Догађаји
- Римски диктатор Марко Фурије Камил поразио и уништио етруски главни град Веји.
- Картагена прекида опсаду Сиракузе, али уништава Месину.
- Продор Спартанаца у Малу Азију, са намјером ослобађања грчких градова од опсаде Персијанаца. Спарта се налазила у рату са Персијом од 399. п. н. е.

## Рођења
- Ксенократес Калкедонски († 314. п. н. е.)
- око 396. п. н. е. - Дионизиос II. Сиракуски, сиракуски тиран († 337. п. н. е.)

## Смрти
- Химилко, краљ Картагене